# Пинто Шавес, Жуан Карлос
Жуа́н Ка́рлос Пи́нто Ша́вес (порт.-браз. João Carlos Pinto Chaves; 1 января 1982, Рио-де-Жанейро, Бразилия) — бразильский футболист, центральный защитник.

## Карьера

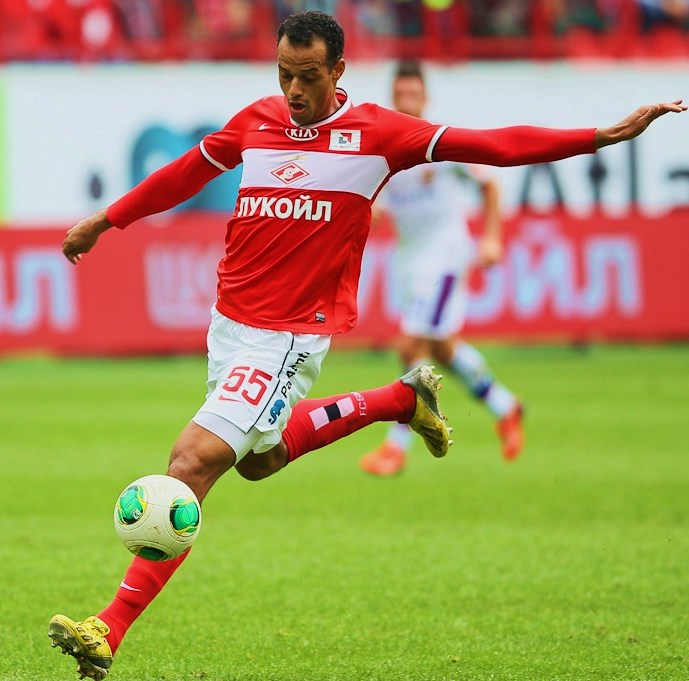
Жуан Карлос в составе «Спартака»

Свою профессиональную карьеру начал в 2001 году в клубе «Васко да Гама» из Рио-де-Жанейро, за который провёл 13 матчей в чемпионате страны. В 2002 году перешёл в болгарский клуб ЦСКА из Софии, с которым в дебютном сезоне стал чемпионом страны. В июле 2004 года перебрался в бельгийский «Локерен» из одноимённого города. За «Локерен» он играл в течение четырёх лет, проведя за это время 114 матчей в Лиге Жюпиле. После долгих переговоров с «Генком» 10 июня 2008 года «Локерен» на своём сайте заявил о переходе Жуана Карлоса в этот клуб. 17 августа в матче против «Беерхорста» он дебютировал за новую команду. 30 августа в поединке против своего бывшего клуба «Локерена» Жуан Карлос забил свой первый гол за «Генк». Будучи центральным защитником он забил в первом сезоне 7 мячей, став одним из лучших бомбардиров команды. В 2009 году Жуан Карлос стал обладателем Кубка Бельгии.
29 января 2011 года бразилец подписал контракт с махачкалинским клубом «Анжи». Дебютировал за «Анжи» 1 марта того же года в кубковом матче против санкт-петербургского «Зенита». 26 сентября в поединке против грозненского «Терека» он забил свой первый гол за «Анжи». Во время выступления за махачкалинский клуб, зарекомендовал себя как надёжный, цепкий и отлично играющий головой защитник.
21 августа 2013 года «Анжи» и «Спартак» Москва достигли принципиального соглашения о переходе футболиста. По некоторым данным, «Спартак» заплатил за футболиста $ 750 тыс. 26 августа в матче против пермского «Амкара» Жуан Карлос дебютировал за новый клуб. 23 ноября в поединке против «Мордовии» он забил свой первый гол за «Спартак».
22 августа 2015 года «Спартак» Москва продаёт Жуана обратно в Бразилию в клуб «Васко да Гама».
20 октября 2016 года Жуан Карлос перешёл в «Аль-Джазиру».
В 2018 году перешёл в Мадурейра.
В том же году завершил карьеру. Имеет собственное агентство (открыл будучи ещё игроком). Бизнес ведёт вместе с лучшим другом.

## Личная жизнь
Со своей женой Фернандой Жуан Карлос был знаком с детства. Фернанда моложе его на один год. У них двое детей — старшая дочь Мария Эдуарду и младший сын Жуан Пеле. В Москве дети учились в английской школе.

## Достижения

### Командные
ЦСКА (София)
- Чемпион Болгарии: 2002/03
- Бронзовый призёр чемпионата Болгарии: 2003/04
- Финалист Кубка Болгарии: 2003/04

 «Генк»
- Обладатель Кубка Бельгии: 2008/09

 «Анжи»
- Бронзовый призёр чемпионата России: 2012/13
- Финалист Кубка России : 2012/13

## Статистика
| Сезон   | Клуб          | страна   | Чемпионат    | Игры | Голы |
| ------- | ------------- | -------- | ------------ | ---- | ---- |
| ?       | Васко да Гама | Бразилия | Серия A      | 13   | 0    |
| 2002/03 | ЦСКА (София)  | Болгария | Группа «А»   | 24   | 1    |
| 2003/04 | ЦСКА (София)  | Болгария | Группа «А»   | 22   | 3    |
| 2004/05 | Локерен       | Бельгия  | Лига Жюпиле  | 30   | 1    |
| 2005/06 | Локерен       | Бельгия  | Лига Жюпиле  | 24   | 2    |
| 2006/07 | Локерен       | Бельгия  | Лига Жюпиле  | 28   | 2    |
| 2007/08 | Локерен       | Бельгия  | Лига Жюпиле  | 31   | 3    |
| 2008/09 | Генк          | Бельгия  | Лига Жюпиле  | 31   | 7    |
| 2009/10 | Генк          | Бельгия  | Лига Жюпиле  | 27   | 3    |
| 2010/11 | Генк          | Бельгия  | Лига Жюпиле  | 20   | 2    |
| 2011/12 | Анжи          | Россия   | Премьер-лига | 26   | 1    |
| 2012/13 | Анжи          | Россия   | Премьер-лига | 16   | 2    |
| 2013/14 | Спартак       | Россия   | Премьер-лига | 15   | 0    |
| 2014/15 | Спартак       | Россия   | Премьер-лига | 15   | 1    |
| 2015    | Васко да Гама | Бразилия | Серия A      | 0    | 0    |

Последнее обновление 30 сентября 2015